# Seven de Estados Unidos 2006
El Seven de Estados Unidos de 2006 fue la tercera edición del torneo estadounidense de rugby 7, fue el cuarto torneo de la temporada 2005-06 de la Serie Mundial Masculina de Rugby 7.
Se disputó en la instalaciones del StubHub Center de Los Ángeles.

## Fase de grupos

### Grupo A
| Equipo         | Encuentros | Encuentros | Encuentros | Encuentros | Tantos  | Tantos    | Tantos     | Puntos |
| Equipo         | jugados    | ganados    | empatados  | perdidos   | a favor | en contra | diferencia | Puntos |
| -------------- | ---------- | ---------- | ---------- | ---------- | ------- | --------- | ---------- | ------ |
| Inglaterra     | 3          | 3          | 0          | 0          | 95      | 24        | 71         | 9      |
| Francia        | 3          | 2          | 0          | 1          | 78      | 41        | 37         | 7      |
| Kenia          | 3          | 1          | 0          | 2          | 22      | 69        | -47        | 5      |
| Estados Unidos | 3          | 0          | 0          | 3          | 10      | 71        | -61        | 3      |

Nota: Se otorgan 3 puntos al equipo que gane un partido, 2 al que empate y 1 al que pierda

### Grupo B
| Equipo    | Encuentros | Encuentros | Encuentros | Encuentros | Tantos  | Tantos    | Tantos     | Puntos |
| Equipo    | jugados    | ganados    | empatados  | perdidos   | a favor | en contra | diferencia | Puntos |
| --------- | ---------- | ---------- | ---------- | ---------- | ------- | --------- | ---------- | ------ |
| Fiyi      | 3          | 3          | 0          | 0          | 86      | 27        | 59         | 9      |
| Argentina | 3          | 2          | 0          | 1          | 71      | 27        | 44         | 7      |
| Uruguay   | 3          | 1          | 0          | 2          | 29      | 79        | -50        | 5      |
| Escocia   | 3          | 0          | 0          | 3          | 24      | 77        | -53        | 3      |

### Grupo C
| Equipo              | Encuentros | Encuentros | Encuentros | Encuentros | Tantos  | Tantos    | Tantos     | Puntos |
| Equipo              | jugados    | ganados    | empatados  | perdidos   | a favor | en contra | diferencia | Puntos |
| ------------------- | ---------- | ---------- | ---------- | ---------- | ------- | --------- | ---------- | ------ |
| Nueva Zelanda       | 3          | 2          | 1          | 0          | 103     | 27        | 76         | 8      |
| Australia           | 3          | 2          | 1          | 0          | 88      | 29        | 59         | 8      |
| Tonga               | 3          | 1          | 0          | 2          | 60      | 74        | -14        | 5      |
| Indias Occidentales | 3          | 0          | 0          | 3          | 5       | 126       | -121       | 3      |

### Grupo D
| Equipo    | Encuentros | Encuentros | Encuentros | Encuentros | Tantos  | Tantos    | Tantos     | Puntos |
| Equipo    | jugados    | ganados    | empatados  | perdidos   | a favor | en contra | diferencia | Puntos |
| --------- | ---------- | ---------- | ---------- | ---------- | ------- | --------- | ---------- | ------ |
| Sudáfrica | 3          | 2          | 0          | 1          | 118     | 29        | 89         | 7      |
| Canadá    | 3          | 2          | 0          | 1          | 100     | 31        | 69         | 7      |
| Samoa     | 3          | 2          | 0          | 1          | 86      | 33        | 53         | 7      |
| México    | 3          | 0          | 0          | 3          | 7       | 218       | -211       | 3      |

## Fase Final

### Cuartos de final
| 12 de febrero | Inglaterra | 19 - 15 | Argentina |  |  |

| 12 de febrero | Sudáfrica | 26 - 5 | Australia |  |  |

| 12 de febrero | Fiyi | 29 - 5 | Francia |  |  |

| 12 de febrero | Nueva Zelanda | 45 - 0 | Canadá |  |  |

### Semifinal
| 12 de febrero | Inglaterra | 38 - 0 | Sudáfrica |  |  |

| 12 de febrero | Fiyi | 22 - 17 | Nueva Zelanda |  |  |

### Final
| 12 de febrero | Inglaterra | 38 - 5 | Fiyi |  |  |

| Bandera de Inglaterra  |
| Campeón Inglaterra     |
| 2º título del circuito |